# 가브리엘 스트레페자
가브리엘 타데우 스트레페자 레벨라토 (Gabriel Tadeu Strefezza Rebelato, 1997년 4월 18일 ~ )는 브라질의 축구 선수이며, 올림피아코스에서 라이트 윙어 또는 공격수로 뛰고 있다.